# Reed Zuehlke
Reed Johann Zuehlke  (ur. 26 października 1960 w Eau Claire) – amerykański skoczek narciarski. Najlepsze wyniki w Pucharze Świata osiągnął w sezonie 1984/1985, kiedy zajął 34. miejsce w klasyfikacji generalnej.
Brał udział w mistrzostwach świata w Oslo oraz igrzyskach olimpijskich w Sarajewie i Calgary, ale bez sukcesów.

## Puchar Świata w skokach narciarskich

### Miejsca w klasyfikacji generalnej
- sezon 1979/1980: 36
- sezon 1980/1981: 39
- sezon 1981/1982: -
- sezon 1982/1983: 43
- sezon 1983/1984: 77
- sezon 1984/1985: 34

## Igrzyska Olimpijskie
- Indywidualnie
  - 1984 Sarajewo (YUG) – 41. miejsce (duża skocznia)
  - 1988 Calgary (CAN) – 29. miejsce (duża skocznia)

## Mistrzostwa Świata
- Indywidualnie
  - 1982 Oslo (NOR) – 54. miejsce (duża skocznia), 40. miejsce (normalna skocznia)

- Drużynowo
  - 1982 Oslo (NOR) – 6. miejsce